# Parti Inkatha de la liberté
Pour les articles homonymes, voir IFP.
 (avril 2010).
Si vous disposez d'ouvrages ou d'articles de référence ou si vous connaissez des sites web de qualité traitant du thème abordé ici, merci de compléter l'article en donnant les références utiles à sa vérifiabilité et en les liant à la section « Notes et références ».
Le Parti Inkatha de la liberté (en anglais : Inkatha Freedom Party, abrégé en IFP)  est un parti politique d'Afrique du Sud. Fondé en 1975 par le prince Mangosuthu Buthelezi, l'Inkatha est né dans la province du Natal et s'est ensuite déployé dans les trois autres provinces. Parti traditionaliste à dominante zouloue, prônant un séparatisme territorial, il devint lors des années 1980 un adversaire résolu du Congrès national africain (ANC).

## Étymologie
Inkatha est un terme zoulou désignant le bandeau que l'on ajuste sur sa tête afin de pouvoir transporter des chargements divers.

## Historique

### Création
L'Inkatha fut fondé en 1975 par Mangosuthu Buthelezi, un ancien membre de la Ligue de jeunesse du Congrès national africain (ANC) et chef de l'autorité territoriale du KwaZulu. Issu de l'Inkatha National Cultural Liberation Movement, le parti plonge ses racines dans l'organisation culturelle Inkatha fondée en 1920 par le roi Solomon kaDinizulu afin de résister à la dilution de la culture zouloue et de parer à l'impérialisme britannique et à la domination afrikaner. 
À ses débuts, l'Inkatha est proche de l'ANC, un parti politique anti-apartheid interdit et banni par le gouvernement sud-africain depuis le massacre de Sharpeville en 1960. Mais l'ambition de Buthelezi, les rivalités personnelles, les stratégies et les orientations politiques éloignent les deux organisations. 

### Le rapprochement avec les partis institutionnels
En janvier 1974, Harry Schwarz, nouveau chef du parti uni au Transvaal rencontre le chef Buthelezi avec lequel il signe la Déclaration Mahlabatini en faveur de l'établissement d'une société non raciale en Afrique du Sud. La déclaration expose notamment la volonté de ses signataires d'établir une relation de confiance et de fonder une Afrique du Sud post-apartheid basée sur l'égalité des chances, le bonheur et la sécurité. L'engagement est affirmé que le changement politique et social en Afrique du Sud ne doit se faire que par des moyens pacifiques. Pour la première fois dans l'histoire sud-africaine contemporaine, un document écrit atteste d'une communauté d'idées et de visions politique entre des dirigeants politiques blancs et noirs. Si la déclaration ravit les libéraux des différents mouvements politiques du pays ainsi que la presse libérale, elle met en colère les membres conservateurs du parti uni et suscite la condamnation et les moqueries du parti national au pouvoir et de sa presse. Pourtant, le gouvernement profite de ces discussions pour se rapprocher de Buthelezi. 
En 1976, Buthelezi est nommé premier ministre du bantoustan autonome du KwaZulu. À ce titre, les militants du Mouvement de conscience noire le considèrent désormais comme un collaborateur des institutions d'apartheid tandis que l'Inkatha est accusé d'être une armée de supplétifs dans la répression des habitants des ghettos en révolte.
À partir de 1980, les liens entre Buthelezi et l'ANC sont rompus et l'Inkatha devient un rival potentiel, soutenu en sous-main par le gouvernement, recevant notamment des armes du Vlakplaas, un escadron de la mort lié aux services de sécurité de la police sud-africaine .
Pourtant, durant les années 1980, l'Inkatha entretient davantage ses discussions et alliances avec les partis libéraux blancs, que ce soit le parti progressiste fédéral ou le parti de la Nouvelle République, tous deux favorables à l'établissement d'une Afrique du Sud décentralisée.  
À la fin des années 80, l'Inkatha bénéficie de l'appui plus ou moins direct des forces de sécurité et de groupes para-militaires blancs leur garantissant une certaine impunité alors qu'une guerre civile fait rage au Natal entre Zoulous de l'ANC et ceux de l'Inkatha (plus de 10 000 morts).

### La période de transition constitutionnelle
Au début des années 90, lors des négociations constitutionnelles, l'Inkatha rejoint le Parti conservateur d'Afrique du Sud dans l'Alliance des Libertés destinée à faire échec aux négociations et à renforcer l'idée d'une Afrique du Sud ethniquement et territorialement divisée. 
Le 17 juin 1992, trois mois après le référendum sur la fin de l'apartheid, des membres de l’Inkhata massacrent 46 résidents de la township de Boipatong, sous l’œil passif de la police. La commission Vérité et réconciliation établira plus tard que les miliciens de l’Inkhata avaient été amenés sur place dans des véhicules de police. 
C'est de justesse que l'Inkatha rejoint en mars 1994 le processus électoral en cours après avoir obtenu des garanties quant au maintien de la spécificité zouloue de la nouvelle province du KwaZulu-Natal : institutionnalisation du rôle du roi Goodwil Zwelithini et statut de capitale maintenu à Ulundi (la capitale du bantoustan) au côté de Pietermaritzburg, capitale parlementaire. 
À la proclamation des résultats, l'Inkatha obtient 10,5 % des voix au niveau national et 43 députés. Buthelezi est nommé ministre de l'Intérieur dans le gouvernement d'union nationale de Nelson Mandela. Il sera maintenu dans tous les gouvernements qui suivront en dépit de nombreuses critiques quant à son action et sa probité. 
La province du KwaZulu-Natal est remportée par l'Inkhata avec 50 % des suffrages — la fraude électorale semble avoir aidé l'IFP à devancer son rival de l'ANC.

### L'Inkatha dans l'Afrique du Sud post-apartheid
De 1994 à 2004, la province est ainsi dirigée par une coalition IFP-ANC sous la direction d'un premier ministre issu de l'Inkatha. 
En 1999, l'IFP recule au niveau national (8,9 % des suffrages et 37 députés) et ne recueille plus que 41,9 % des voix dans sa province. 
En 2004, la coalition ANC-IFP prend brièvement fin quand l'Inkatha rejoint comme partenaire l'Alliance démocratique (DA) afin de concurrencer l'ANC pour les élections provinciales de la même année.
Malgré tout l'ANC s'empare en avril 2004 du KwaZulu-Natal et transfère la capitale exécutive d'Ulundi à Pietermaritzburg. Néanmoins, l'IFP rejoint finalement le gouvernement provincial dirigé désormais par l'ANC. Au niveau national, l'IFP n'émerge plus qu'à 7 % des suffrages pour un total de 28 sièges. Il n'en demeure pas moins alors le troisième plus grand parti d'Afrique du Sud. 
Le parti stagne politiquement à partir de 2009. Avec la victoire de l'ANC à la majorité absolue dans la province du KwaZulu-Natal, l'IFP est forcé de quitter le gouvernement provincial. Concurrencé en 2011 par une formation dissidente, le Parti national pour la liberté (NFP), il perd des bastions au KwaZulu-Natal. Il prend néanmoins sa revanche lors des élections municipales sud-africaines de 2016, en s'alliant ponctuellement avec la DA, ce qui lui permet de jouer au faiseur de rois comme dans la municipalité de Mogale City dans le Gauteng.
Le parti fait alliance avec la DA pour les élections générales de 2024. A l’issue de ces élections l'IFP rejoint le  gouvernement d’unité nationale de Cyril Ramaphosa. Le parti reprend également le contrôle de la province du KwaZulu-Natal en coalition avec l'ANC, la DA et le NFP.

## Programme
Son programme politique, bien que flou, semble rester la défense de la culture zouloue. Il tient une rhétorique conservatrice, populiste, qui conserve bien des points communs avec les partis radicaux blancs. Cependant, elle semble avoir marqué le pas ces dernières années au bénéfice de la défense des intérêts particuliers des élus de l'IFP.

## Résultats électoraux

### Élections législatives
| Année | Voix      | %     | Sièges   |
| ----- | --------- | ----- | -------- |
| 1994  | 2 058 294 | 10,54 | 53 / 400 |
| 1999  | 1 371 477 | 8,58  | 34 / 400 |
| 2004  | 1 088 664 | 6,97  | 28 / 400 |
| 2009  | 804 260   | 4,55  | 18 / 400 |
| 2014  | 441 854   | 2,40  | 10 / 400 |
| 2019  | 588 839   | 3,38  | 14 / 400 |
| 2024  | 618 207   | 3,85  | 17 / 400 |

### Assemblées provinciales
| Année | Cap-Oriental | État libre | Gauteng | KwaZulu-Natal | Limpopo | Nord-Ouest | Mpumalanga | Cap-Nord | Cap-Occidental |
| ----- | ------------ | ---------- | ------- | ------------- | ------- | ---------- | ---------- | -------- | -------------- |
| 1994  | 0 / 56       | 0 / 30     | 3 / 86  | 41 / 81       | 0 / 40  | 0 / 30     | 0 / 30     | 0 / 30   | 0 / 42         |
| 1999  | 0 / 63       | 0 / 30     | 3 / 73  | 34 / 80       | 0 / 49  | 0 / 33     | 0 / 30     | 0 / 30   | 0 / 42         |
| 2004  | 0 / 63       | 0 / 30     | 2 / 73  | 30 / 80       | 0 / 49  | 0 / 33     | 0 / 30     | 0 / 30   | 0 / 42         |
| 2009  | 0 / 63       | 0 / 30     | 1 / 73  | 18 / 80       | 0 / 49  | 0 / 33     | 0 / 30     | 0 / 30   | 0 / 42         |
| 2014  | 0 / 63       | 0 / 30     | 1 / 73  | 9 / 80        | 0 / 49  | 0 / 33     | 0 / 30     | 0 / 30   | 0 / 42         |
| 2019  | 0 / 63       | 0 / 30     | 1 / 73  | 13 / 80       | 0 / 49  | 0 / 33     | 0 / 30     | 0 / 30   | 0 / 42         |
| 2024  | 0 / 72       | 0 / 30     | 1 / 80  | 15 / 80       | 0 / 64  | 0 / 38     | 0 / 51     | 0 / 30   | 0 / 42         |